# Scipione Tolomei

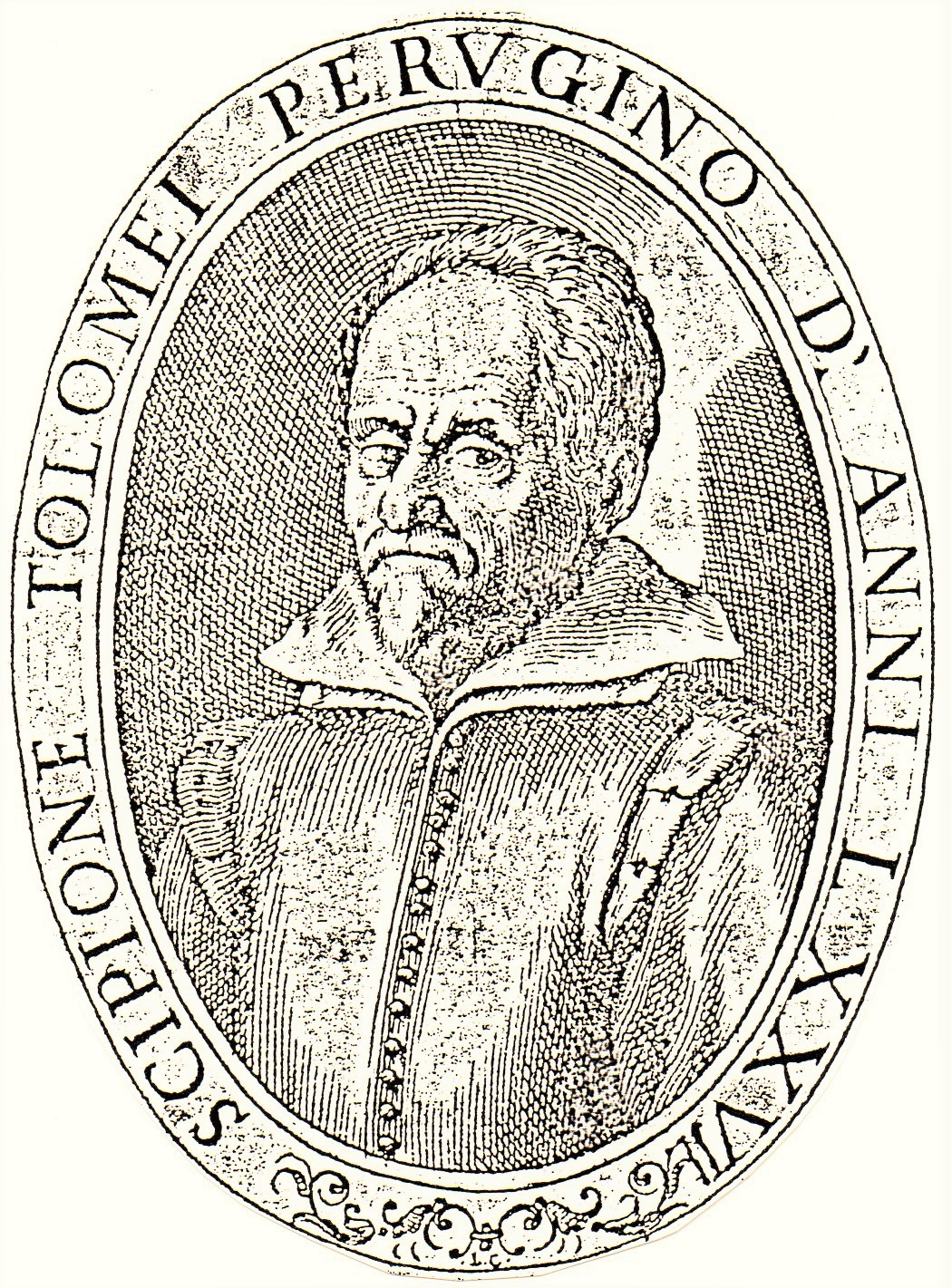
Scipione Tolomei

Scipione Tolomei (* 1553 in Perugia; † 16. September 1630 ebenda) war ein italienischer Schriftsteller.
Während der Gegenreformation war er politischer Autor und diente auch als Hofsekretär der Familie della Corgna, Marquese von Castiglione del Lago.

## Biografie
“Il Marchesato di Vostra Eccellenza non è molto vecchio né del tutto libero per la superiorità del Papa.
Perciò non essendo sostenuto da qualche antichità né da dominio assoluto che renda paura, ha bisogno di piacevol maneggio che produce amore.”

„Das Marquesat Eurer Exzellenz ist wegen der Herrschaft des Papstes weder sehr alt noch völlig frei.
Da sie nicht von irgendeinem angstmachenden Altertum oder absoluter Herrschaft unterstützt wird, braucht es eine angenehme, Liebe erzeugende, Führung.“

### Ursprünge der Familie und ihre Entstehung

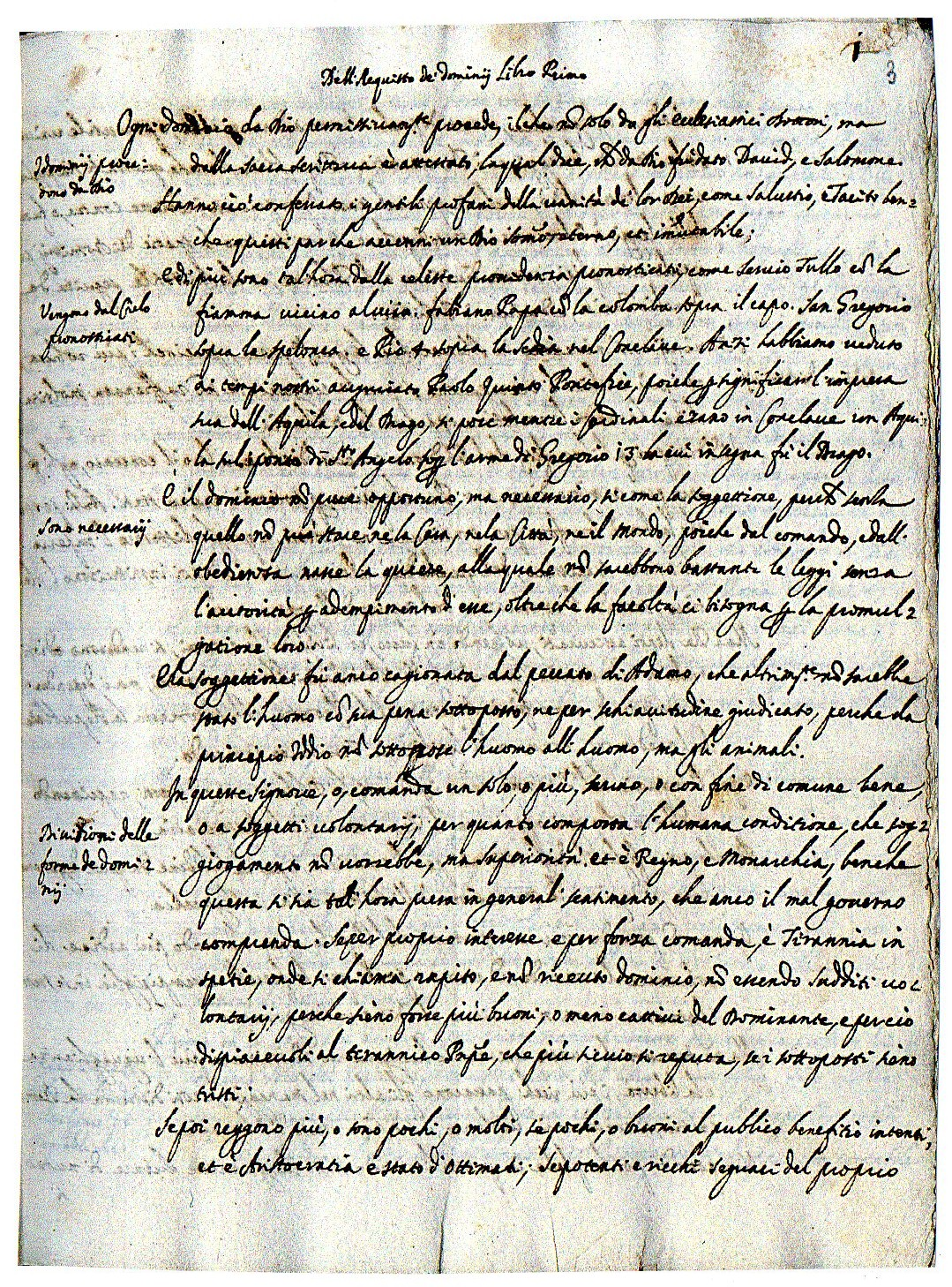
Erste Seite – Dell'Acquisto de' Dominij. Libro Primo – von Il Giardino de' Prencipi, unveröffentlichte Abhandlung von Scipione Tolomei (Biblioteca Augusta, Perugia)

Sohn von Livio (die Tolomei von Porta Santa Susanna: dem perugianer Zweig – im Jahr 1393 von Giovanni aus der berühmten sienesischen Familie gegründet und im 18. Jahrhundert mit Silvestro ausgestorben) und von Elisabetta Petrini wurde wie andere junge Menschen seines Standes, in Literatur, Rhetorik und Sprachgewandtheit unterrichtet, ohne jedoch zu promovieren. Die Tolomei waren Händler (Livio war Mitglied des Collegio della Mercanzia) und lebten im Viertel Porta Santa Susanna in Perugia, zwischen dem mittelalterlichen Turm der Sciri und der Pfarrkirche der Familie Santi Stefano e Valentino, wo die Madonna auf dem Thron und die Heiligen des umbrischen Künstlers Domenico Alfani heute noch bewundert werden kann. Die Ursprünge der Tolomei gehen auf Karl der Große zurück. Gesichert ist, dass der Gründer Baldistricca, ein deutscher Baron mit mythischer ägyptisch-mazedonischer Abstammung war, der im 13. Jahrhundert Carlo Martello auf die Italienische Halbinsel folgte. Die ersten Dokumente über die Anwesenheit der Tolomei in Siena stammen aus dem Jahr 1229. Der Vorfahre der Familie von Scipione, Giovanni (di Tolomeo di Guglielmo di Tolomeo), Conservatore della moneta, stammte von den sienesischen Tolomeo (1219) ab und gründete mit Giacomo di Tolomeo, die ersten beiden Linien.
Der junge Scipione trat nach Abschluss seines Studiums in die Accademia degli Insensati ein, ein grundlegender Schritt für einen Schriftsteller aus Perugia. Marchese Ascanio II della Corgna (1596–1606) berief während des Sommers ein geheimes Treffen der Insensati, bei dem auch Tolomei und der Dichter Cesare Caporali vorgestellt wurden, in den geheimnisvollen drei esoterischen Räumen des Palazzo von Castiglione del Lago ein.
Die Akademie hat als Zeichen eine Schar über dem Meer fliegende Kraniche, jeder mit einem kleinen Stein in der Klaue und Vel cum pondere (Flug im Gleichgewicht) als Wahlspruch. Der Sitz der Vereinigung befindet sich, unter Schutz des Apostela Matthias, in der Villa del Valiano bei Montepulciano, wo man noch heute Fresken mit den Werken der alten Gelehrten sehen kann, die ihnen von der Familie Pasino zur Verfügung gestellt wurden. Die Insensati stellten ihre eigenen Regeln und Ziele auf, wobei sie vor allem die Werke von Francesco Petrarca und die Besonderheiten die moderne italienischen Sprache bevorzugten. In der Anfangszeit hatte sie nur wenig Mitgliedern und bestand vor allem aus Perugianer, die unter der Leitung des Historikers Cesare Crispolti (1563–1608) zwischen 1590 und 1608 weitere und bedeutendere Ziele erreichten.

### Aufenthalt in Rom
Tolomei, der zwischen den siebziger und achtziger Jahren des 16. Jahrhunderts den Ruf eines aufrechten und kultivierten Mannes genoss, wurde vom Kardinal von Montalto, dem zukünftigen Papst Sixtus V. (der Der Fürst von Machiavelli, in die Liste der "verbotenen Bücher" aufnehmen wird), als Briefeschreiber eingestellt. Der gelehrte Perugianer wurde von Fulvio Giulio della Corgna, dem Bruder von Ascanio I., weiterempfohlen und zog nach Rom in den Palazzo Peretti. 1581 war er hier mit ziemlicher Sicherheit unfreiwilliger Zeuge der beängstigenden Geschichte um Vittoria Accoramboni, der Frau von Francesco, dem Neffen von Sixtus V., der auf mysteriöse Weise ermordet wurde.

### Sekretär am Hof der Familie Corgna, Marquese von Castiglione del Lago

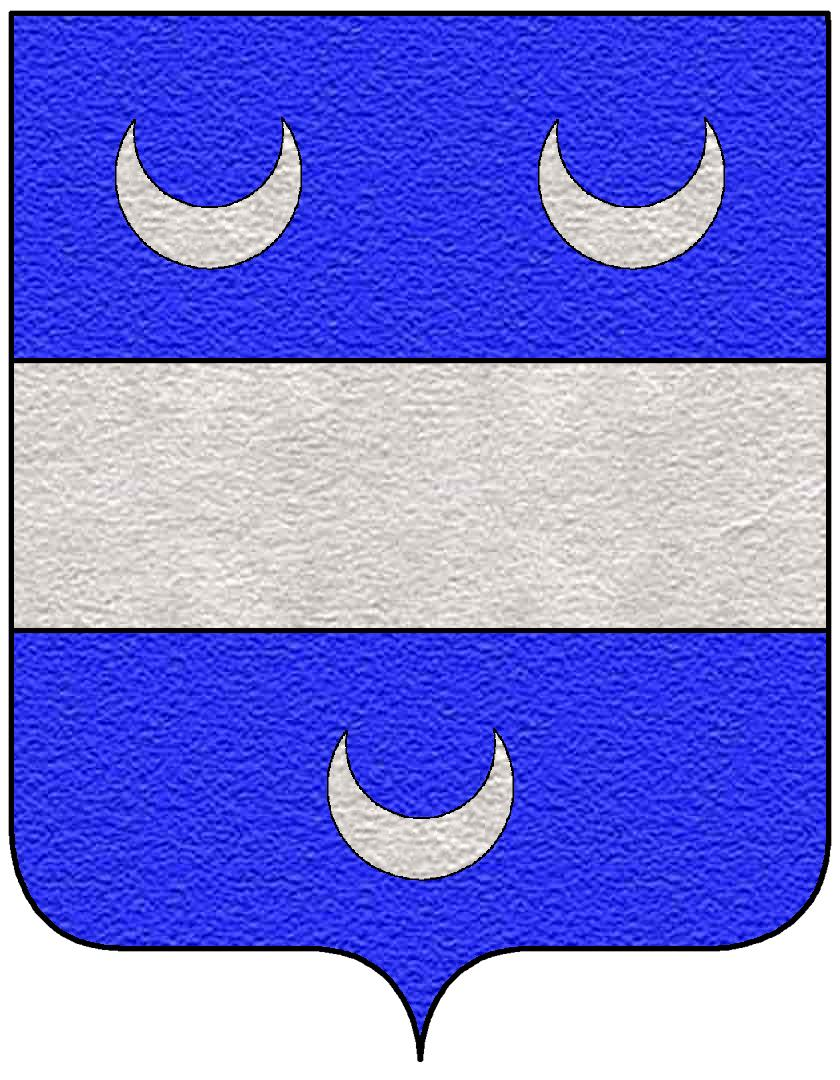
Wappen der Familie Tolomei

Scipione Tolomei kehrte 1588 nach Perugia zurück und befreite sich von familiären Bindungen, übernahm die begehrte Rolle des Hofsekretärs des Marquese Diomede della Corgna (1571–1596) im prestigeträchtigen Palast von Castiglione del Lago, der von Vignola und Galeazzo Alessi entworfen und unter anderem von Pomarancio mit Fresken versehen wurde.
Der Schriftsteller aus Perugia blieb über dreißig Jahre lang, bis etwa 1617–20, im Dienste der della Corgna. Der Sekretär des Hofes hatte nicht nur die Aufgaben des Kanzlers, sondern beaufsichtigte auch das "Haus" des Marquese. Er war der private Schatzmeister, der Mann des Vertrauens und der Berater, er gab politisch-soziale und wirtschaftliche Stellungnahmen ab oder gab Einblicke in das höfische Leben («Sie ist weise und ich bevorzuge zu erinnern, nicht belehren»: Satz, der in den Ratschlägen für die Regierung der Untertanen enthalten ist, die 1596 an Ascanio II. gerichtet wurde), erließ die Dekrete und Erlasse des Marquese und schrieb Briefe mit diplomatischem, familiärem, höflichem oder formellem Inhalt im Namen und in seinem Auftrag an Könige, Päpste, Künstler und Intellektuelle. Berühmt war jener, den Scipione auf Wunsch des Feudalherrn an den Dichter Cesare Caporali richtete, um am Hof von Castiglione zu wohnen und zu arbeiten.
Der Marquesat von Castiglione del Lago wurde 1563 von Papst Pius IV. für Ascanio della Corgna (die Lehen waren 1550 von seinem Onkel Julius III. gewährt worden) und seiner Schwester Giacoma Ciocchi del Monte gegründet. Paul V. wird es 1617 zum Herzogtum erheben. Tolomei übte sein Amt mit dem letzten Marquese, dem späteren Herzog, Fulvio II. Alessandro (1606–1647), und seiner Frau Eleonora de Mendozza gewissenhaft aus, nachdem er bereits seinem Vorfahren Diomede und seinem Vater Ascanio II. gedient hatte. Der Hofsekretär arbeitete im Hannibal-Saal des Palazzo della Corgna, mit Fresken von Caporali und in Verbindung mit dem Statthalter im Vorzimmer des Thronsaals.
Die kulturellen Ereignisse des 17. Jahrhunderts zeichneten sich auch durch die besondere Gestalt des Sekretärs aus, die sich in einem vielseitigen Erscheinungsbild des gebildeten Individuums im Dienste des Herrn definiert, anstatt eins zur Hilfe gerufenen Höflings, und einen der Eckpfeiler des fürstlichen Gefolges verkörpert. Die Entwicklung dieser Figur, die als öffentlicher Beamter mit einer besonderen literarischen Prädisposition gilt, hatte ihre Wurzeln im Kanzler und im Humanisten, die im kaiserlichen und päpstlichen Hof oder in klerikalen und weltlichen Zentren eingesetzt wurden. Die Historikerin der Familie della Corgna, Maria Gabriella Donati-Guerrieri, qualifizierte Tolomei als eine wichtige und effektive Quelle für die Angelegenheiten der Herren von Castiglione del Lago: «eine Form von schriftlichem Mentor, der im Namen weniger fähiger Dritter Gebote gab und schön gestaltete Briefe formulierte.»

### Werke

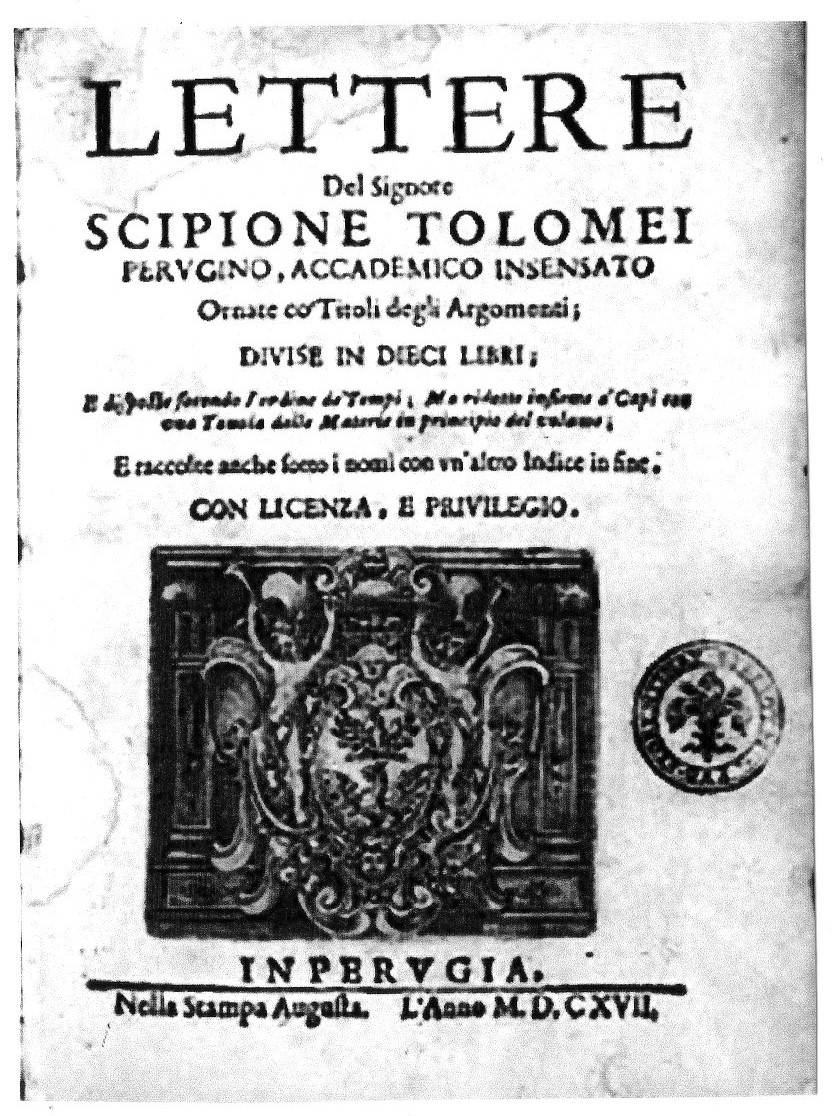
Briefe, von Scipione Tolomei (Stamperia Augusta, Perugia, 1617)

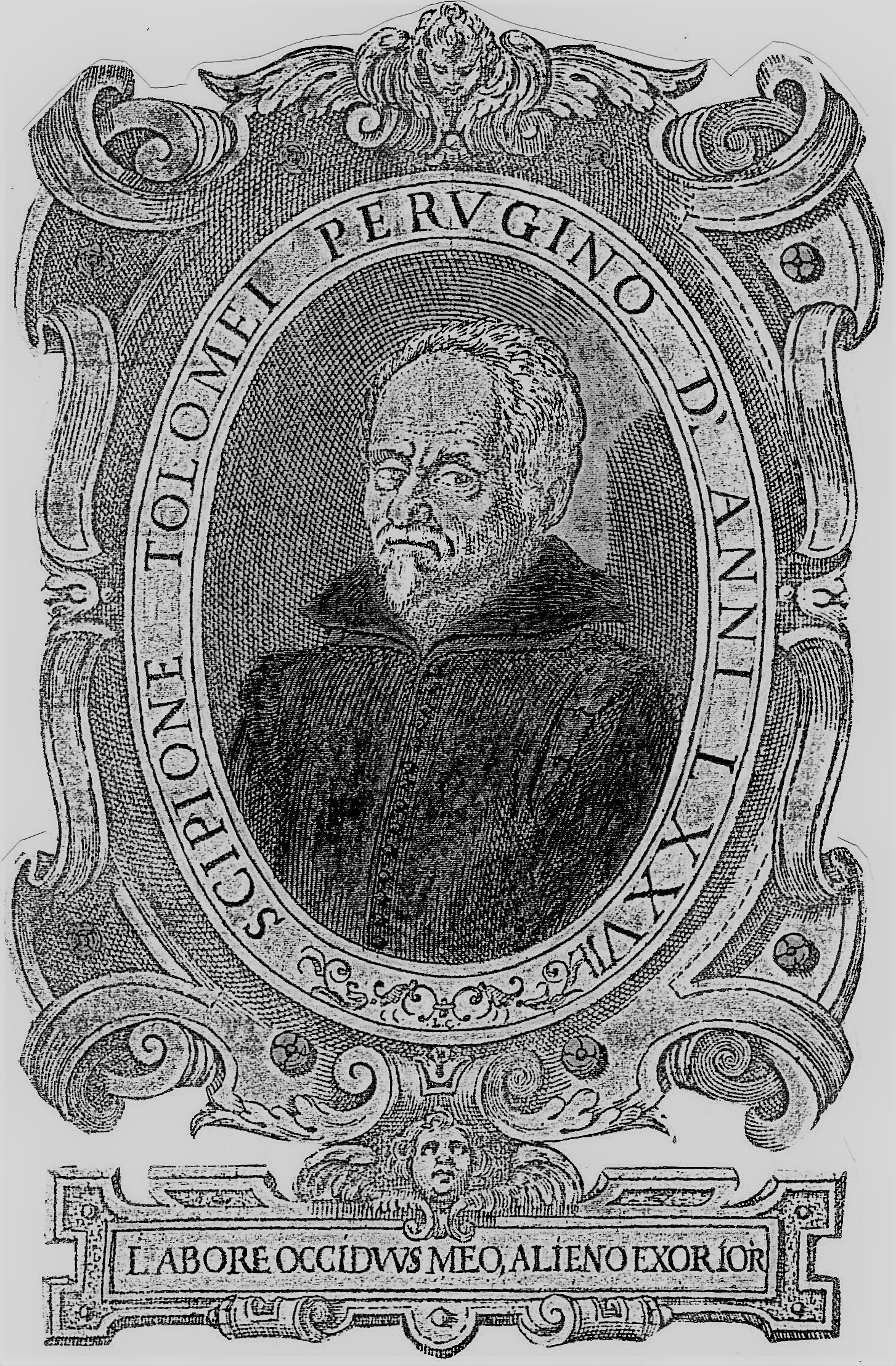
Scipione Tolomei

Nachdem er sich vom Posten des Sekretärs zurückgezogen hatte, widmete sich Tolomei daher dem Verfassen seiner literarischen Werke. Im Jahr 1617 veröffentlichte er in der Druckerei Augusta in Perugia eine Sammlung der „Lettere del Signore Scipione Tolomei Perugino Accademico Insensato“ ein Zusammenstellung seiner intensiven Tätigkeit am Hof von Castiglione. Die Ausgabe ist in zehn Bücher unterteilt und dem Kardinal Scipione Borghese gewidmet, dessen Wappen auf dem Titelblatt zu sehen ist. Das Werk wurde in zwei Briefen vom perugiesischen Gelehrten und Kritiker Giovanni Battista Lauri (1579–1629) gelobt. Im Jahrzehnt 1620/1630 widmete sich der ältere Scipione schließlich der Ausarbeitung der – unveröffentlichten – politischen Abhandlung über einen anti-machiavellistischen Ansatz, Il Giardino de' Prencipi, dessen Manuskript noch immer im Katalog der Augusta-Bibliothek von Perugia steht (ms. 2684).
Die Arbeit ist in zwei Bände unterteilt, die sich mit dem Kauf und der Aufrechterhaltung der Fürstentümer befassen. Der Garten.... steht, im Geiste der Gegenreformation und im Rahmen der gemäßigten Polemik, offensichtlich im Widerspruch zum Diktat der Arbeit des florentinischen Sekretärs, die bereits die Arbeit vieler Autoren, wie Giovanni Botero und Scipione Ammirato, geprägt hatte. Nach der Auflistung des Buches "Der Fürst" in der Liste der verbotenen Bücher durch Teile der Kirche im Jahr 1559, gab es viele Anhänger des katholischen Anti-Maschiavellismus (Gedankengang, Kritik und Widerspruch der Spekulationen von Niccolò Machiavelli), aber nur wenige zeichneten sich bei der Untersuchung einer vollständigeren und umfassenderen Vision des Staatswesens und der Politik aus, die dann in einem Streit zwischen Befürwortern und Gegnern der Staatsräson endete.
Im unteren Teil des Rahmens befindet sich das einzige bekannte Porträt des perugiesischen Gelehrten, auf dem Titelblatt, liest man das folgende persönliche Motto der ciceronischen Erinnerung: «Labore occiduus meo, alieno exorior» (Zermürbt von meiner Arbeit schöpfe ich wieder Mut wenn ich an andere denke). Scipione Tolomei, ein anti-machiavellianischer Schriftsteller des frühen 17. Jahrhunderts, der in die große Anzahl von Autoren jener Zeit aufgenommen werden soll, ein Verfechter der Werke von Botero und Scipione Ammirato, einem gut informierten Taktiker und Historiker, verdient einen Platz in der anti-Fürsten Literatur, insbesondere wegen seiner stillen Kontroverse, die zusammen mit der der anderen Schriftstellern zu einer stärkeren Konsolidierung der politischen Autorität von Machiavelli geführt hat.
Tolomei ist im Übrigen eine Erinnerung an die Funktion eines typischen Hofsekretärs wert, die er meisterhaft ausüben konnte. Die für die Erfüllung dieser Aufgabe erforderlichen Eigenschaften wurden in den Arbeiten von Jean Puget de la Serre (Il segretario di corte) und des neapoletaners Tommaso Costo (Trattato del segretario) beschrieben: nach letzterer war es unter anderem unerlässlich, dass die Person moralisch aufrecht, bescheiden, "immer nur in Schwarz gekleidet" und religiös sei. Sogar Scipione listete in seinem Giardino de' Prencipi die vier Tugenden auf, die ein guter Berater haben sollte: tiefe kulturelle Bildung, reifes Alter, Ausdrucksfähigkeit und «nichts ist an ihm selbst interessant».
Der gelehrte Literat beendete sein Leben am 16. September 1630, im hohen Alter von 77 Jahren, ganz seiner Arbeit gewidmet, in seinem Haus in Perugia (aus dem Sterbebuch der Pfarre Santi Stefano e Valentino, fol. 21). Die Beerdigung von Tolomei wurde von einer Delegation der Herzöge von Castiglione del Lago Fulvio II. und Eleonora, besucht, wo er zehn Jahre zuvor sein Amt als Sekretär gewissenhaft ausgeübt hatte. Er wurde in Perugia in der Kirche San Francesco al Prato begraben, wo die della Corgna, Braccio da Montone und verschiedene Vertreter der lokalen Adelsfamilien ruhen. Die  wunderbare Pala Baglioni von Raffael, die heute in der Galleria Borghese in Rom ausgestellt ist, wurde noch von den Brüdern gezeigt.

## Bezüge in der Breitenkultur

### Ausstellungen
Am 31. Oktober 2014 wurde im Palazzo Baldeschi am Corso in Perugia eine Ausstellung mit kulturell-didaktischen Inhalten mit dem Thema Machiavelli und das Waffenhandwerk eröffnet. Unter der Leitung des Dozenten Alessandro Campi und einiger Mitarbeiter der Bibliothek Augusta wurden Werke und Texte zu Niccolò Machiavelli und seiner Zeit zur Ansicht gezeigt. Dazu gehören ein Porträt des florentinischen Schriftstellers (Werkstatt von Vasari 1546–1547), die Manuskripte von "Der Fürst" (16. Jahrhundert) und Il Giardino de' Prencipi von Scipione Tolomei, die in der Stadtbibliothek von Perugia aufbewahrt werden.

### Theater
Am 20. Dezember 2014 wurde im Theatersaal des Palazzo della Corgna in Castiglione del Lago zum ersten Mal die halbernste Komödie in zwei Akten nach Text und Regie des Schriftstellers Luciano Festuccia, Il Marchese Diomede della Corgna aufgeführt – "Ein Mord in Panicarola stört das Leben am Hof der Markgrafen von Castiglione del Lago". Die Geschichte basiert auf dem von Diomede della Corgna verübten Mord an einem harmlosen Bauern, der ihn wegen der übermäßigen Steuerbelastung der Untertanen beleidigt hatte. Unter den Künstlern, die die Figuren des kleinen Hofes der Corgna (Diomedes, Marquese Porzia, Ortsvorsteher) spielten, befand sich auch der politische Berater Scipione Tolomei, gespielt von dem Schauspieler Donato Celeste.